# Servicio Postal Universal
El Servicio Postal Universal (SPU) es el conjunto de servicios postales básicos mínimos de calidad disponibles a todos los habitantes de un territorio nacional en todo momento, en cualquier lugar y a un valor asequible.
El SPU está contenido en la resolución C 103/1999 aprobada por la XXII Congreso de la Unión Postal Universal (UPU) realizado en Pekín (China) en 1999. Esta resolución define el SPU como la garantía de prestación de ... un servicio postal universal que permita a los clientes enviar y recibir mercaderías y mensajes desde y hacia cualquier parte del mundo. Para ello los países miembros de la UPU deben procurar el acceso a SPU que corresponda una oferta de servicios postales básicos de calidad y una prestación de estos en forma permanente en todos los puntos de su territorio y a precios asequibles.
Los servicios básicos recomendados por UPU en orden descendiente de importancia son:
- Envío de correspondencia: cartas (de hasta 2 kg) e impresos (de hasta 5 kg)
- Encomienda (con o sin valor comercial): paquetes de hasta 20 kg;
- Otros servicio, que pueden ser incluidos como básicos:
  - servicios financieros postales (como cuenta de ahorro); y
  - servicios no financieros postales

Cada país (por medio del Estado, ente regulador u operador postal) debería determinar estos servicios y otros como mínimo, así como establecer indicadores y estándares de calidad para sus servicios postales.